# HD 88366
S Carinae
Ne doit pas être confondu avec s Carinae (HD 90853).
Désignations
S Carinae, également désignée HD 88366, est une étoile variable de la constellation de la Carène.
S Carinae est une géante rouge dont le type spectral varie entre K5e et M6e. Elle est située à environ ∼ 1 620 a.l. (∼ 497 pc) de la Terre. Elle est classée comme une variable de type Mira et sa luminosité varie entre les magnitudes +4,5 et +10 sur une période de 150,28 jours. Elle a l'un des types spectraux les plus précoces, et donc l'une des températures les plus chaudes, de toutes les variables de type Mira, et elle possède une période relativement courte pour cette classe.